# The King 2 Hearts
The King 2 Hearts (더킹 투하츠?, Deoking tuhacheuLR) è una serie televisiva sudcoreana trasmessa su MBC dal 21 marzo al 24 maggio 2012.

## Trama
In una realtà alternativa, la Corea del Sud moderna è governata da una monarchia costituzionale che discende dalla dinastia Joseon. Lee Jae-ha è l'affascinante e materialistico principe ereditario, non gli importa della politica e non vuole succedere al trono. Lee Jae-kang, il re, lo inganna in modo che aderisca a una collaborazione militare congiunta con la Corea del Nord e cresca.
Kim Hang-ah è un'ufficiale delle forze speciali nord coreane e la figlia di un alto funzionario militare. Jae-ha e Hang-ah si incontrano alle esercitazioni militari congiunte, una parte fondamentale per creare relazioni amichevoli tra i due paesi separati. Jae-ha fa amicizia con Hang-ah e, quando s'innamora di lei, tra i due viene organizzato un matrimonio combinato e ufficializzato il fidanzamento. Mentre cercano di mettere da parte le loro differenze e costruire un rapporto duraturo, re Jae-kang e la moglie vengono assassinati dal noto gruppo terrorista Club M, guidato da John Mayer/Kim Bong-gu, un misterioso mago ossessionato dall'eliminazione della famiglia reale che vuole governare al suo posto. Incoronato nuovo re della Corea del Sud, Jae-ha deve imparare a essere responsabile e proteggere il paese prima che sia troppo tardi.

## Personaggi

### Personaggi principali
- Kim Hang-ah, interpretata da Ha Ji-won.
Un'ufficiale delle forze speciali della Corea del Nord e istruttrice nota in campo militare come "donna di ferro" senza femminilità. È l'unica figlia del Vice Ministro del Ministero dell'Unificazione della Corea del Nord. Difficile e temibile in superficie, in realtà è una ragazza timida. Quando il principe Jae-ha confessa i suoi sentimenti per lei in televisione, Hang-ah viene assegnata come spia nella famiglia reale e si trasferisce in Corea del Sud.
- Principe (poi re) Lee Jae-ha, interpretato da Lee Seung-gi e Kang Han-byeol (da bambino).
Il principe ereditario della Corea del Sud, è un ragazzo arrogante e irresponsabile, ma ha scelto di essere così a causa della sua riluttanza a ereditare il trono.
- Eun Shi-kyung, interpretato da Jo Jung-suk.
Il figlio del capo consulente del re Eun Kyu-tae, è un militare della Corea del Sud che partecipa alla collaborazione congiunta. In seguito promosso a Guardia Reale, è assolutamente fedele e rigoroso per natura. S'innamora della principessa Jae-shin.
- Kim Bong-gu/John Mayer, interpretato da Yoon Je-moon.
L'antagonista della serie, è un mago di giorno e un trafficante d'armi, un genio terrorista e un assassino di notte. Decide di assassinare il re della Corea del Sud dopo che i colloqui di pace tra il nord e il sud hanno compromesso gli interessi della sua impresa.
- Principessa Lee Jae-shin, interpretata da Lee Yoon-ji.
La principessa della Corea del Sud, è la sorella minore del principe Jae-ha e di re Jae-kang. Di notte canta in una rock band.

### Personaggi ricorrenti
- Re Lee Jae-kang, interpretato da Lee Sung-min e Park Gun-tae (da giovane).
Fratello maggiore di Jae-shin e Jae-ha, è un uomo attento e responsabile. È stato ispirato dal crollo del muro di Berlino e ha quindi organizzato un piano per unire le forze armate della Corea del Nord e del Sud in una gara su scala mondiale tra gli ufficiali militari.
- Regina madre Bang Yang-seon, interpretata da Youn Yuh-jung.
La madre di Jae-kang, Jae-ha e Jae-shin, è stata la prima regina plebea della Corea del Sud. Inizia ad apprezzare molto Hang-ah dopo averla vista prendersi cura di Jae-shin.
- Eun Kyu-tae, interpretato da Lee Soon-jae.
Il consulente capo di palazzo, svolge un ruolo chiave nel piano contro la Corea del Sud organizzato da John Meyer.
- Rhee Kang-seok, interpretato da Jung Man-sik.
Un militare della Corea del Nord che partecipa alla collaborazione congiunta, anche se denuncia pubblicamente i gruppi pop sudcoreani come le Girls' Generation, ammira segretamente la loro musica. È molto abile in molte arti marziali asiatiche.
- Yeom Dong-ah, interpretato da Kwon Hyun-sang.
Un militare della Corea del Sud che partecipa alla collaborazione congiunta, poi diventa Guardia Reale e offre molti consigli d'amore a Jae-ha.
- Kwon Young-bae, interpretato da Choi Kwon.
Un militare della Corea del Nord che partecipa alla collaborazione congiunta, è un ottimo cecchino.
- Kim Nam-il, interpretato da Lee Do-kyung.
Vice Ministro del Ministero dell'Unificazione della Corea del Nord e padre di Kim Hang-ah.
- Hyun Myung-ho, interpretato da Jeon Gook-hwan.
Presidente della Suprema Commissione del Popolo della Corea del Nord (quindi il capo di stato), anche se non gli piace Jae-ha è riluttante a combattere contro di lui.
- Park Ho-chul, interpretato da Yeom Dong-hyun.
Il primo ministro della Corea del Sud.
- Regina Park Hyun-joo, interpretata da Lee Yeon-kyung.
La moglie di Jae-kang, ama molto il marito e sogna di avere tanti bambini.

## Ascolti
| Episodio | Data di trasmissione | Dati TNSM           | Dati TNSM                  | Dati AGB            | Dati AGB                   |
| Episodio | Data di trasmissione | A livello nazionale | Area metropolitana di Seul | A livello nazionale | Area metropolitana di Seul |
| -------- | -------------------- | ------------------- | -------------------------- | ------------------- | -------------------------- |
| 1        | 21 marzo 2012        | 16,5%               | 19,3%                      | 16,2%               | 18,8%                      |
| 2        | 22 marzo 2012        | 16,6%               | 19,3%                      | 16,5%               | 18,3%                      |
| 3        | 28 marzo 2012        | 14,2%               | 16,2%                      | 14,5%               | 17,1%                      |
| 4        | 29 marzo 2012        | 15,6%               | 17,9%                      | 14,6%               | 17,4%                      |
| 5        | 4 aprile 2012        | 12,1%               | 14,1%                      | 13,5%               | 15,8%                      |
| 6        | 5 aprile 2012        | 12,2%               | 14,7%                      | 12,1%               | 14,3%                      |
| 7        | 12 aprile 2012       | 10,7%               | 13,1%                      | 11,0%               | 12,6%                      |
| 8        | 12 aprile 2012       | 12,3%               | 14,8%                      | 12,5%               | 14,4%                      |
| 9        | 18 aprile 2012       | 9,7%                | 11,2%                      | 10,8%               | 12,6%                      |
| 10       | 19 aprile 2012       | 10,5%               | 12,3%                      | 10,5%               | 11,9%                      |
| 11       | 25 aprile 2012       | 11,2%               | 13,7%                      | 11,3%               | 12,9%                      |
| 12       | 26 aprile 2012       | 10,0%               | 11,8%                      | 10,7%               | 12,5%                      |
| 13       | 2 maggio 2012        | 10,5%               | 13,3%                      | 11,3%               | 13,3%                      |
| 14       | 3 maggio 2012        | 11,1%               | 14,2%                      | 11,1%               | 13,0%                      |
| 15       | 9 maggio 2012        | 11,2%               | 13,3%                      | 11,1%               | 12,5%                      |
| 16       | 10 maggio 2012       | 10,2%               | 12,6%                      | 10,5%               | 11,9%                      |
| 17       | 16 maggio 2012       | 10,8%               | 14,0%                      | 10,2%               | 11,7%                      |
| 18       | 17 maggio 2012       | 11,2%               | 14,2%                      | 11,2%               | 13,0%                      |
| 19       | 23 maggio 2012       | 12,5%               | 15,9%                      | 12,1%               | 13,9%                      |
| 20       | 24 maggio 2012       | 10,4%               | 13,6%                      | 11,8%               | 14,3%                      |
| Media    | Media                | 12,0%               | 14,5%                      | 12,2%               | 14,1%                      |

## Colonna sonora
1. The King (더 킹)
2. Missing You Like Crazy (미치게 보고 싶은) – Taeyeon
3. Love is Crying (사랑이 운다) – K.Will
4. Can't Say (말못하죠) – J-Min
5. Only You (오직 너만을) – Hyun-seong
6. I'll Live My Way (내맘대로 살꺼야) – Super Kidd
7. First Love (처음사랑) – Lee Yoon-ji
8. The King's Love and Emotion (더킹 사랑과 감동)
9. Hang-ah's Dream (항아의 꿈)
10. Dead Line
11. Two Hearts (두 개의 심장)
12. Together... (함께…)
13. Special Mission (특수임무)
14. Sad Sky (슬픈 하늘)
15. Smiling Day (웃는날)
16. Painful Love (아픈 사랑)
17. Lovely Yours
18. Breach
19. If I Close My Eyes (눈을 감으면)
20. Flaming Heart (타는 마음)
21. Greasy
22. Lazy
23. Black Message
24. Bright Day
25. New Start (새로운 시작)

## Riconoscimenti
| Anno | Premio                           | Categoria                                                | Ricevente                         | Risultato       |
| ---- | -------------------------------- | -------------------------------------------------------- | --------------------------------- | --------------- |
| 2012 | Mnet 20's Choice Awards          | 20's Drama Actor                                         | Lee Seung-gi                      | Candidato/a     |
| 2012 | Mnet 20's Choice Awards          | 20's Drama Actress                                       | Ha Ji-won                         | Candidato/a     |
| 2012 | Mnet 20's Choice Awards          | 20's Booming Star                                        | Jo Jung-suk                       | Vincitore/trice |
| 2012 | Seoul International Drama Awards | Miglior attrice                                          | Ha Ji-won                         | Candidato/a     |
| 2012 | Seoul International Drama Awards | Miglior drama coreano (premio uccello d'argento)         |                                   | Vincitore/trice |
| 2012 | Seoul International Drama Awards | Miglior attore coreano                                   | Lee Seung-gi                      | Candidato/a     |
| 2012 | Seoul International Drama Awards | Miglior attrice coreana                                  | Ha Ji-won                         | Candidato/a     |
| 2012 | Seoul International Drama Awards | Miglior colonna sonora di un drama coreano               | Missing You Like Crazy di Taeyeon | Vincitore/trice |
| 2012 | Korea Drama Awards               | Miglior nuovo attore                                     | Jo Jung-suk                       | Candidato/a     |
| 2012 | Korea Drama Awards               | Miglior colonna sonora                                   | Missing You Like Crazy di Taeyeon | Candidato/a     |
| 2012 | Mnet Asian Music Awards          | Miglior colonna sonora                                   | Missing You Like Crazy di Taeyeon | Candidato/a     |
| 2012 | K-Drama Star Awards              | Premio all'eccellenza, attrice                           | Ha Ji-won                         | Candidato/a     |
| 2012 | K-Drama Star Awards              | Premio alla recitazione, attrice                         | Lee Yoon-ji                       | Candidato/a     |
| 2012 | MBC Drama Awards                 | Premio alla massima eccellenza, attore in una miniserie  | Lee Seung-gi                      | Candidato/a     |
| 2012 | MBC Drama Awards                 | Premio alla massima eccellenza, attrice in una miniserie | Ha Ji-won                         | Candidato/a     |
| 2012 | MBC Drama Awards                 | Premio all'eccellenza, attore in una miniserie           | Yoon Je-moon                      | Candidato/a     |
| 2012 | MBC Drama Awards                 | Premio all'eccellenza, attrice in una miniserie          | Lee Yoon-ji                       | Vincitore/trice |
| 2012 | MBC Drama Awards                 | Miglior nuovo attore                                     | Jo Jung-suk                       | Candidato/a     |
| 2012 | MBC Drama Awards                 | Premio miglior coppia                                    | Lee Seung-gi e Ha Ji-won          | Candidato/a     |
| 2012 | MBC Drama Awards                 | Premio miglior coppia                                    | Jo Jung-suk e Lee Yoon-ji         | Candidato/a     |
| 2013 | Baeksang Arts Awards             | Miglior nuovo attore (TV)                                | Jo Jung-suk                       | Candidato/a     |

## Distribuzioni internazionali
| Paese       | Canale/i                | Prima TV                       | Titolo adottato                                                   |
| ----------- | ----------------------- | ------------------------------ | ----------------------------------------------------------------- |
| Hong Kong   | Drama 1                 | 16 settembre-18 novembre 2012  | 當王子遇上女軍官 (Quando il principe incontrò la donna ufficiale) |
| Cina        | Xing Kong               | 21 settembre-5 ottobre 2012    | The King 2 Hearts                                                 |
| Malaysia    | 8TV                     | 7 dicembre 2013-26 aprile 2014 | The King 2 Hearts                                                 |
| Taiwan      | Videoland Drama Channel | 6 maggio-14 giugno 2013        | 愛上王世子 (Innamorarsi del principe)                             |
| Filippine   | TV5                     | 2014                           | King 2 Hearts                                                     |
| Stati Uniti | MBC America             |                                | The King 2 Hearts                                                 |
| Canada      | All TV                  |                                |                                                                   |
| Giappone    | Mnet Japan              |                                | キング 〜Two Hearts                                               |
| Indonesia   | Indosiar                |                                | The King 2 Hearts                                                 |